# Jessica Heap
Jessica Heap (* 4. März 1983 in Covington, Louisiana) ist eine US-amerikanische Schauspielerin und Neurowissenschaftlerin.

## Leben und Karriere
Jessica Heap wurde am 4. März 1983 in der Kleinstadt Covington im US-Bundesstaat Louisiana geboren. Hier besuchte sie unter anderem die Covington High School, ehe sie die Louisiana State University mit einem Bachelor in Biowissenschaften summa cum laude abschloss. Zum Schauspiel in Film und Fernsehen kam sie erst im Jahre 2008, das auch als ihr Durchbruchsjahr als Schauspielerin gewertet werden kann. In diesem Jahr war sie gleich in mehreren Filmproduktionen zu sehen; darunter zum Teil auch in Haupt- und Nebenrollen. Neben unwesentlichen Auftritten in Meine Frau, die Spartaner und ich, dem in ihrem Heimatbundesstaat gedrehten Actionfilm Death Toll und Ezra Goulds Thriller Abduction of Jesse Bookman, der ebenfalls in Louisiana gedreht wurde, hatte sie in dem auf einer wahren Begebenheit basierenden Film Sexy Biester in der High School ihre erste wesentliche Rolle. Des Weiteren war sie im gleichen Jahr noch in der Filmkomödie College neben Schauspielkollegen wie Drake Bell, Andrew Caldwell oder Kevin Covais zu sehen und hatte eine nicht unwesentliche Rolle im Horrorfilm Mutants mit Michael Ironside oder Steven Bauer inne. Außerdem war sie in diesem Jahr noch im in New Orleans gedrehten Kurzfilm The Grapevine des damaligen Regiedebütanten Richie Adams an der Seite von Louis Herthum und Patrick Weathers zu sehen und mimte den Charakter Justine Spitz in John Stockwells Middle of Nowhere (2008), der ebenfalls weitgehend in ihrem Heimatbundesstaat gedreht wurde.
2009 war sie in der Rolle einer Sekretärin in Glenn Ficarras und John Requas Filmkomödie I Love You Phillip Morris, die unter anderem in ihrer Heimatstadt Covington gedreht wurde, zu sehen. Nach Auftritten in Journey to Promethea – Das letzte Königreich, Sinners and Saints, sowie im Kurzfilm Terrebonne im Jahre 2010, übernahm sie im darauffolgenden Jahr Rollen in World Invasion: Battle Los Angeles oder Mardi Gras: Die größte Party ihres Lebens. In ebendiesem Jahr hatte sie auch ihren ersten namhaften Auftritt in einer Fernsehserie, als sie in der 20. Episode der neunten Staffel von CSI: Miami mitwirkte. Im Jahr 2011 wurde Heap auch in die Seifenoper Schatten der Leidenschaft gecastet, wo sie von 28. Juni 2011 bis 31. Januar 2013 in der Rolle der Eden Baldwin in 88 verschiedenen Episoden (laut der Internet Movie Database) zu sehen war. Der Charakter Eden Baldwin war bereits davor in der Serie verankert; davor spielte ihn im Jahre 2008 Erin Sanders und danach von 2008 bis 2010 Vanessa Marano.
Danach zog sie sich weitestgehend vom Schauspielgeschäft zurück und kehrte in die Wissenschaften zurück, wobei sie heute als Neurowissenschaftlerin im Neuroscience Center of Excellence Faculty an der Louisiana State University Health Sciences Center New Orleans, oftmals auch kurz LSUHSC School of Medicine New Orleans, tätig ist.
Bereits im Jahre 2007 war sie am Dreh der Filmkomödie Spring Break ’83, an der einige namhafte Schauspieler mitwirkten, beteiligt; der Film wurde jedoch nie veröffentlicht. Im Jahre 2018 kommt es zur Veröffentlichung der Fernsehserie The Wonderful Wendalls, in der sie unter anderem neben Bryan James zu sehen sein wird.

## Filmografie (Auswahl)

### Filmauftritte (auch Kurzauftritte)
- 2008: Meine Frau, die Spartaner und ich (Meet the Spartans)
- 2008: Death Toll
- 2008: Abduction of Jesse Bookman
- 2008: Sexy Biester in der High School (Fab Five: The Texas Cheerleader Scandal)
- 2008: College
- 2008: Mutants
- 2008: The Grapevine (Kurzfilm)
- 2008: Middle of Nowhere
- 2009: I Love You Phillip Morris
- 2010: Trance
- 2010: Journey to Promethea – Das letzte Königreich (Journey to Promethea)
- 2010: Sinners and Saints
- 2010: Terrebonne (Kurzfilm)
- 2011: World Invasion: Battle Los Angeles (Battle: Los Angeles)
- 2011: Mardi Gras: Die größte Party ihres Lebens (Mardi Gras: Spring Break)

### Serienauftritte (auch Gast- und Kurzauftritte)
- 2011: CSI: Miami (1 Episode)
- 2011–2013: Schatten der Leidenschaft (The Young and the Restless) (88 Episoden)